# Pulau Merlimau
Pulau Merlimau est une île située au Nord-Ouest de l'île principale de Singapour. 

## Géographie
Occupée par des installations de la raffinerie de pétrole de Jurong, elle s'étend sur environ 1,9 km de longueur pour une largeur équivalente.

## Histoire
En 2012 le plus gros incendie qu'est connu la raffinerie de Jurong s'y est déroulé. 